# 大津 (姫路市)
大津（おおつ）は、兵庫県姫路市南西部の大津区の各町からなる地区（姫路市の「区」については、姫路市の「区」を参照）。

## 地理
- 汐入川と大津茂川に挟まれた平野部。区東部で汐入川を隔てて広畑区と、北部で勝原区と、西部で概ね大津茂川を境に網干区と接する。
- 区北部は、団地も含めた住宅地。区南部は播磨灘に面する工場地帯で、江戸時代に遠浅の海岸を埋め立て新田開発が行われた地域。

## 歴史
江戸時代、龍野藩によって海岸沿いに勘兵衛新田が開発された。
その後、新田は近代に入っても農村地帯であったが、1937年（昭和12年）に神戸鋳鉄所（現・虹技）播磨工場が進出し、また2年後には東隣の飾磨郡広村（後の広畑区）で日本製鐵広畑製鐵所（現・日本製鉄瀬戸内製鉄所広畑地区）が操業を開始した。以後関連工場が大津区の浜手へも進出するようになった。なお、かつては広畑製鐵所と神戸鋳鉄所の間で銑鉄の授受が行われており、汐入川には両工場の構内を結ぶ専用鉄道の鉄橋も残っていた。
戦前までは揖保郡に含まれる「揖保郡大津村」だったが、終戦直後の1946年（昭和21年）3月、他市町村と共に姫路市と合併した（ラモート合併）。現在大津区を名乗る地名は、姫路市との合併時に大津村であった区域の名残である。
戦後は区北部に新日鐵の団地ができ、一時は人口集積地となったが、製鉄所の縮小により地元人口が減少した。その後、大型ショッピングセンターの誘致を図ることになり、2004年（平成16年）12月3日には兵庫県道415号和久今宿線沿いにイオン姫路大津ショッピングセンター（現・イオンモール姫路大津）がオープンした。2008年（平成20年）3月15日には、イオン姫路大津ショッピングセンターからやや離れた勝原区域にはりま勝原駅が開設された。

## 大津区内の自然
- 汐入川
- 西汐入川
- 大津茂川

## 大津区内の公共施設

### 郵便局
- 姫路大津郵便局
- 姫路天満郵便局
- 姫路天神郵便局
- 姫路吉美郵便局

### 教育
- 姫路市立大津小学校
- 姫路市立南大津小学校
- 姫路市立大津茂小学校
- 姫路市立大津中学校
- 兵庫県立姫路南高等学校

## 交通

### 鉄道
- 山陽電気鉄道網干線　山陽天満駅 - 平松駅

どちらが中心駅かと言ったものは存在しないが、平松駅よりも山陽天満駅の方が乗降客数が多い。
また、隣接する勝原区の西日本旅客鉄道（JR西日本）山陽本線はりま勝原駅を最寄り駅とする住民も存在する。

### バス
- 神姫バス
  - 95系統　姫路駅南口～はりま勝原駅・大津・勝原小学校前～下太田住宅
  - 95系統　姫路駅南口～はりま勝原駅・大津・勝原小学校前～下太田車庫
  - 96系統　姫路駅南口～姫路南高校・大津～JR網干

　　　　　　 　製鉄記念広畑病院～大津～JR網干

### 道路
- 国道250号（浜国道）
- 兵庫県道415号和久今宿線
- 兵庫県道421号大江島太子線

## 大津区に本社を置く企業
- 虹技（旧・神戸鋳鉄所）
- 大和工業

## ショッピングセンター
- イオンモール姫路大津

## 地名
- 大津区大津町一丁目
- 大津区大津町二丁目
- 大津区大津町三丁目
- 大津区大津町四丁目
- 大津区西土井
- 大津区北天満町
- 大津区天満
- 大津区長松
- 大津区天神町一丁目
- 大津区天神町二丁目
- 大津区恵美酒町一丁目
- 大津区恵美酒町二丁目
- 大津区新町一丁目
- 大津区新町二丁目
- 大津区真砂町
- 大津区勘兵衛町一丁目
- 大津区勘兵衛町二丁目
- 大津区勘兵衛町三丁目
- 大津区勘兵衛町四丁目
- 大津区勘兵衛町五丁目
- 大津区平松
- 大津区吉美